# Lucjan Chojecki
Lucjan Feliks Chojecki (ur. 4 grudnia 1946 w Topoli Wielkiej) – polski leśnik i polityk, poseł na Sejm X kadencji (1989–1991).

## Życiorys
Ukończył w 1970 studia w Wyższej Szkole Rolniczej w Poznaniu, zdobywając tytuł zawodowy magistra inżyniera leśnictwa. Tego roku rozpoczął pracę zawodową w Biurze Urządzania Lasu i Geodezji Leśnej – oddział w Szczecinku, gdzie pracował do 1983. Od 1984 pracował w Okręgowym Zarządzie Lasów Państwowych w Szczecinie jako nadleśniczy w nadleśnictwach Choszczno i Smolarz.
W 1989 uzyskał mandat posła na Sejm kontraktowy z okręgu choszczeńskiego z puli Polskiej Zjednoczonej Partii Robotniczej. Na koniec kadencji należał do Parlamentarnego Klubu Lewicy Demokratycznej, zasiadał w Komisji Ochrony Środowiska, Zasobów Naturalnych i Leśnictwa. Nie ubiegał się o reelekcję.

## Odznaczenia
- Złoty Krzyż Zasługi (2002)[2]
- Srebrny Krzyż Zasługi (1986)[3]